# سارة ريد
سارة ريد هي متزلجة تزلج صدري كندية، ولدت في 2 يونيو 1987 في كالغاري في كندا.

## وصلات خارجية
- سارة ريد على موقع IBSF (الإنجليزية)
- سارة ريد على موقع اللجنة الأولمبية الدولية (الإنجليزية)
- سارة ريد على موقع أوليمبيديا (الإنجليزية)
- سارة ريد على موقع اللجنة الأولمبية الكندية (الإنجليزية)